# タカ食品工業
タカ食品工業株式会社（タカしょくひんこうぎょう）は、福岡県みやま市瀬高町小川1189番地の1に本社を置くマーガリン、ジャムや洋菓子素材を製造する企業である。なお、本社の表札には「鷹食品工業」と表記されている。

## 概略
タカ食品工業は1954年（昭和29年）以来、学校給食小袋ジャムのトップシェアを継続している。小さな袋に入った1食分のジャムの開発により学校給食用として全国の小中学校に納入されている。

## 主力商品
主として学校給食用のジャムやマーガリンなどを製造販売している。小袋入りのこれらの製品は50年以上も前から同様の形態で販売されており、懐かしさを感じるパッケージや味はそのままである。

## 沿革
- 1947年 - 山門郡瀬高町（現みやま市瀬高町）にて創業。合資会社大塚油脂工業所。
- 1950年 - マーガリンと併行し、果実ジャム類の製造開始。
- 1961年 - 商号を鷹食品工業株式会社に変更する。
- 1963年 - 奈良市に関西支店新設。
- 1973年 - 商号をタカ食品工業株式会社に変更する。
- 1975年 - 関東支社・工場落成。
- 1988年 - 関西支店新社屋落成
- 1983年 - 宮崎、大分営業所開設
- 1994年 - 関西支店と岡山工場を統合し関西支社新設。

## 本社・事業所
本社福岡県みやま市瀬高町小川1189番地の1
本社工場福岡県みやま市瀬高町小川1189番地の1
関東支社栃木県栃木市
関西支社岡山県赤磐市
下関支店山口県下関市